# 氣旋希卡
特強氣旋風暴希卡（英語：Very Severe Cyclonic Storm Hikaa）是2019年北印度洋氣旋季的第5個熱帶氣旋和第4個獲命名風暴，「希卡」一名由馬爾代夫提供，意指蠍子。也是第3個達到特強氣旋風暴等級的熱帶氣旋，於九月下旬活躍於阿拉伯海區域，並登陸阿曼，雖然希卡在阿曼只造成1人失蹤及輕微的經濟損失，但海上的大風大浪使一艘漁船分裂，共導致6人確認罹難以及6人下落不明。

## 氣象歷史
希卡在阿拉伯海形成，美國海軍研究實驗室的擾動編號為96A；在瓦尤消散後的三個多月裡，北印度洋沒有被命名的熱帶氣旋；到了9月20日上午印度马哈拉施特拉邦海岸有一個明顯的低壓帶，當時數值預報會增強，但不看好發展到特強氣旋風暴，且在登陸前會有明顯的減弱，在有利的條件下，22上午形成低氣壓，並在隔日上午增強為氣旋風暴，印度气象局將其命名為希卡；隨後向西南西方向移動，並快速增強，在接下來的24小時三分鐘平均風速增加35節，在24日清晨增強為特強氣旋風暴；聯合颱風警報中心對希卡發報的編號為03A，在巔峰時，一分鐘平均風速為85節；印度氣象局給予巔峰時的三分鐘平均風速為75節；當日傍晚前後，氣旋的中心從杜昆附近進入了阿曼的陸地，這僅僅是1891年以來，第三個在九月份登陸阿曼的熱帶氣旋；登陸後受陸地的影響而減弱，登陸後的下一報即失去特強氣旋風暴的強度，在25日8時30分減弱為強低氣壓；印度氣象局也在當日下午停止發報，那時希卡的殘餘位於阿曼南部與沙特阿拉伯附近。
希卡的發報期間為78小時，相較1990年至2013年的平均略短；希卡平均移動速度為每小時22.1公里，相較1990年至2013年的平均略快。

## 防災措施
當希卡形成於阿拉伯海時，由於形成位置接近印度古吉拉特邦，印度氣象局建議漁民不要冒險入海，並估計氣旋在該聯邦的沿海造成強風，並持續到25日上午；在阿曼，當地政府估計希卡會為當地帶來強風和暴雨，估計將影響東部和中部，而上述兩地被列入最高級別的警告，當地政府呼籲居民採取防災措施，並遠離低窪地區，避免越過溪水，也呼籲漁民回港避風，阿曼國家渡輪公司取消了到馬西拉島的船班，島上有750人撤離到中部島，分散在9個避難所；當地衛生部啟動了緊急應變中心，以確保東部和中部災後的區域衛生，當地教育部也關閉了上述兩地的學校。

## 影響
希卡在9月24日登陸阿曼，在氣旋影響下，沿海測得3到4米高的海浪，杜昆的機場測得每小時96公里的持續風力，當地陣風達每小時124公里，沿海地區掀起高3至4公尺高的海浪，氣旋登陸阿曼後，造成洪水氾濫，氾濫的洪水注入常年處在熱帶沙漠氣候的乾枯河床，導致在漢馬有一輛處在乾枯溪谷的車輛被拋錨，車上六人受困，在杜昆測得119毫米的雨量，使當地的水壩儲存了2.4億立方公尺的水，整個阿曼有11個受困者被救出，不過在杜昆港區有一名失蹤者；儘管希卡對陸地的損害較為輕微，但在海上促成的強風導致有艘漁船被分解，船上11名船員已有6人確認罹難，其餘皆下落不明。